# Bandera de la Dependencia Ross

Bandera de Nueva Zelanda, bandera oficial. Proporciones 1:2

La bandera oficial de la Dependencia Ross, un territorio dependiente de Nueva Zelanda, es la bandera de esta nación. No obstante, existe un diseño propuesto en 1995 por James Dignan para su uso como enseña no oficial del territorio.
Básicamente, su diseño emula a la bandera neozelandesa en cuanto a la disposición de la Union Jack en su cantón superior izquierdo y en cuanto a la presencia de las estrellas rojas con borde blanco conformando la Cruz del Sur.
En tanto, sus principales diferencias son, en primer lugar, el color celeste de su fondo (en lugar del azul oscuro) y en la presencia de una franja blanca en su parte inferior. El celeste representa el Mar de Ross y el blanco, la barrera de hielo adyacente.

Bandera no oficial.